# ستيفن تشينيدو
ستيفن تشينيدو (بالإنجليزية: Stephen Chinedu)‏ هو لاعب كرة قدم نيجيري، ولد في 6 يناير 2000 في كانو في نيجيريا.